# Врач космического корабля
«Врач космического корабля» (англ. „Spaceship Medic“) — повесть американского писателя-фантаста Гарри Гаррисона, написанная в 1970 году.

## Сюжет
Ракетный омнибус «Иоганн Кеплер» совершает перелёт с лунной станции на Марс за девяносто два дня. На тридцатый день полёта в нос корабля врезался метеорит. Метеорит прошёл сквозь главную рубку, восемнадцать помещений и застрял в грузовом отсеке. В результате катастрофы погибли капитан корабля и практически все офицеры, присутствовавшие на общем собрании, а также шестнадцать пассажиров. Были разрушены радиостанция и бо́льшая часть цистерн с водой. В живых из офицерского состава остались только корабельный медик лейтенант Дональд Чейз и главный инженер Хольтц. По обоюдному согласию капитаном корабля стал лейтенант Дональд Чейз до той минуты, пока на борт не ступит старший по званию офицер.
Корабельному медику пришлось решать проблемы выживания корабля и экипажа с пассажирами, осуществлять коррекцию курса, нарушенного после столкновения с метеоритом, спасать людей от солнечной бури небывалой силы и нехватки кислорода, тушить пожар, налаживать радиосвязь с Марсом, подавлять вооружённое восстание на борту и лечить вспышку неизвестной смертельной болезни.
Экипаж космического корабля по достоинству оценил усилия лейтенанта Чейза.
— Этого у вас никогда не отнимут. Космонавты хорошо знают, что на корабле нет никого выше капитана. Не многие занимали этот пост. А вы — да, сэр, вы — вытащили нас, а только это и считается. — Курикка открыл коробку и вытащил оттуда форменную фуражку с золотой ракетой над козырьком.

— Это капитанская фуражка. Теперь она ваша — мы купили её у командора орбитальной станции. Это от команды, капитан. Все мы приняли в этом участие.

## Персонажи
- главстаршина Курикка —- работал в бригаде монтажников, которые собирали «Иоганна Кеплера» на околоземной орбите, затем перешел на космическую службу и остался на его борту.
- доктор Угалде —- пассажир, привлечённый для решения проблем с коррекцией курса корабля, доктор университета Мехико, один из самых известных математиков Земли.
- отставной генерал Мэтью Бригс —- смутьян и бунтовщик.